# Dauphin (municipalité rurale)
Pour les articles homonymes, voir Dauphin (homonymie).
Dauphin est une municipalité rurale canadienne du Manitoba, située près du lac Dauphin, de la ville de Dauphin et du Parc national du Mont-Riding.

## Territoire
Les communautés suivantes sont comprises sur le territoire de la municipalité rurale:
- Trembowla
- Valley River

## Démographie
| 2001  | 2006  | 2011  | 2016  |
| ----- | ----- | ----- | ----- |
| 2 273 | 2 328 | 2 200 | 2 298 |